# Zastawie-Kolonia
Zastawie-Kolonia – kolonia w Polsce położona w województwie lubelskim, w powiecie krasnostawskim, w gminie Krasnystaw.
Miejscowość już w międzywojniu znajdowała się w granicach Krasnegostawu, stanowiąc wschodnią część dzielnicy Zastawie. 1 stycznia 1973 Zastawie-Kolonię wyłączono z Krasnegostawu (wraz z  użytkami rolnymi i miejscowością Łany, łącznie 1003,03 ha), włączając je do reaktywowanej gminy Krasnystaw w powiecie krasnostawskim, gdzie utworzyło sołectwo Zastawie-Kolonia.
W latach 1975–1998 miejscowość administracyjnie należała do województwa chełmskiego.
Wieś stanowi sołectwo gminy Krasnystaw. Według Narodowego Spisu Powszechnego (III 2011 r.) wieś liczyła 227 mieszkańców.
Wierni Kościoła rzymskokatolickiego należą do parafii św. Franciszka Ksawerego w Krasnymstawie.